# 倉本慎也
倉本 慎也（くらもと しんや、1973年9月10日 - ）は、広島県出身の元プロ野球選手（捕手）。

## 来歴・人物
宮島工業高校では投手として活動。卒業後、広島経済大学では3年から捕手に転向し平松一宏とバッテリーを組み、4年時の大学選手権に出場、秋季は広島六大学野球でベストナインを獲得し明治神宮野球大会へも出場。同年のドラフトで近鉄バファローズに4位指名され、入団。
一軍出場のないまま、2000年限りで現役引退。
その後、翌2001年から球団合併する2004年まで近鉄のブルペン捕手兼用具係を務めた。
2005年からは新規参入した東北楽天ゴールデンイーグルスに移り、用具係・マネージャーなどを歴任。2009年限りで退団した。

## 詳細情報

### 年度別打撃成績
- 一軍公式戦出場なし

### 背番号
- 58 （1996年 - 2000年）
- 118 （2001年 - 2004年）